# Hirdepur
Hirdepur es una localidad de la India situada en el distrito de Damoh, en el estado de Madhya Pradesh. Según el censo de 2011, tiene una población de 8100 habitantes.